# Chloriona prasinula
Chloriona prasinula är en insektsart som beskrevs av Franz Xaver Fieber 1872. Chloriona prasinula ingår i släktet Chloriona och familjen sporrstritar. Inga underarter finns listade i Catalogue of Life.